# Valea Legiilor
Valea Legiilor este o arie protejată de inters național ce corespunde categoriei a IV-a IUCN (rezervație naturală de tip zoologic), situată în județul Cluj, pe teritoriul administrativ al comunei Geaca.

## Localizare
Aria naturală se află în extremitatea estică a județului Cluj, aproape de limita teritorială cu județul Bistrița-Năsăud, în partea vestică a satului Geaca și cea estică a satului Legii.

## Descriere

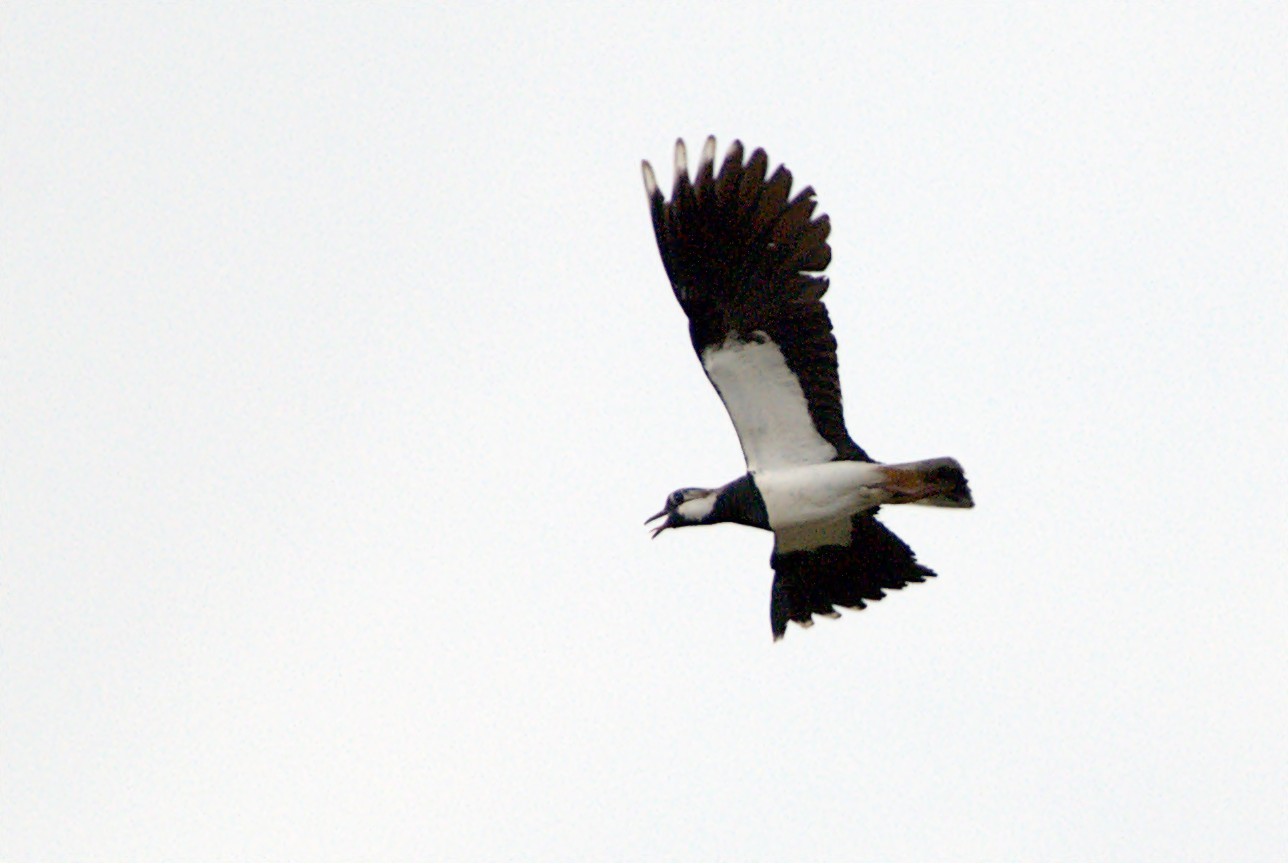
Nagâţ (Vanellus vanellus)

Rezervația naturală avifaunistică „Valea Legiilor” (înființată în anul 1966) a fost declarată arie protejată prin Legea Nr.5 din 6 martie 2000, publicată în Monitorul Oficial al României, Nr.152 din 12 aprilie 2000 (privind aprobarea Planului de amenajare a teritoriului național - Secțiunea a III-a - zone protejate) și se întinde pe o suprafață de 13,50 hectare.
Aria protejată reprezintă o zonă cu fânețe umede, luciu de apă și mlaștini, cu plante hidrofile, stufăriș și papură; ce cuprinde zona umedă (acoperită cu fâneață) de la capatul sudic al văii Legii (zona de izvoare), Lacul Legii, Valea Legii, Valea Morii (afluent de stanga al vaii Legii) și porțiunea vestica a Lacului Geaca. 
În arealul rezervației cuibăresc mai multe specii de păsări migratoare de baltă (unele ocrotite prin lege), dintre care: egreta (Egretta garzetta), stârcul cenușiu (Ardea cinerea), cufundar polar (Gavia arctica), buhai de baltă (Botaurus sttelaris), lișiță (Fulica atra), nagâț (Vanellus vanellus), precum și mai multe specii de rațe.

## Obiective turistice
În vecinătatea rezervației naturale se află mai multe obiective de interes turistic (lăcașuri de cult, monumente istorice, zone naturale, astfel:

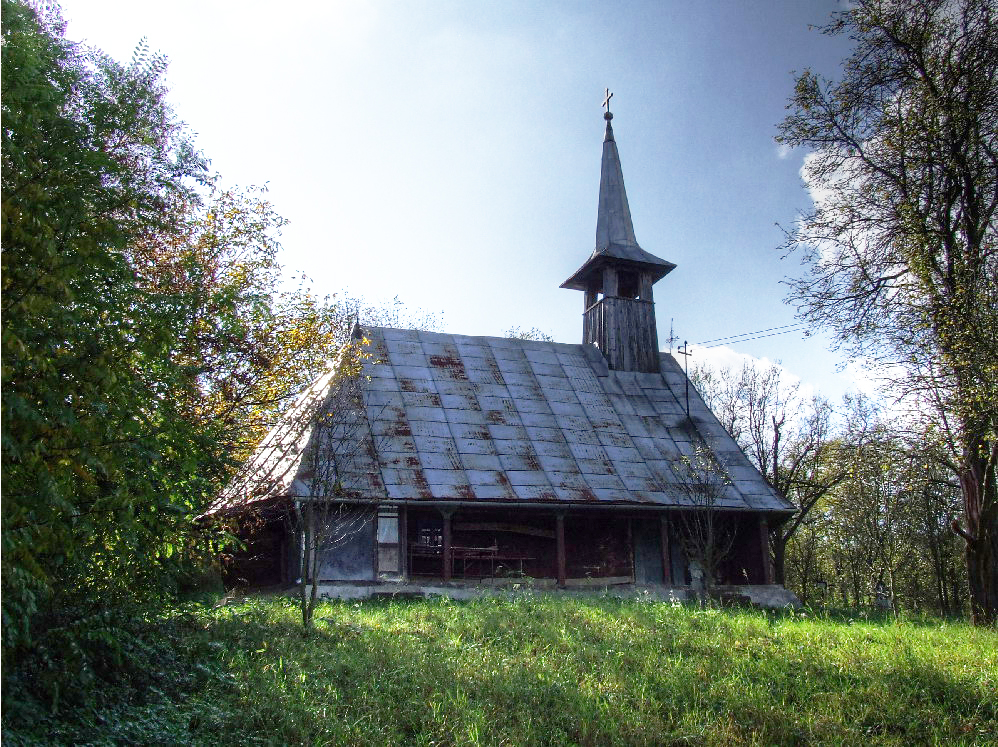
Biserica de lemn din satul Lacu, județul Cluj

- Biserica de lemn „Sf. Paraschiva” din satul Lacu,(1771), monument istoric
- Biserica reformată (1449) din satul Legii
- Castelul Béldy din satul Geaca, construcție 1880, monument istoric
- Zona lacurilor Geaca-Țaga